# シャリ＝バギルミ州
シャリ＝バギルミ州（シャリ＝バギルミしゅう、Chari-Baguirmi Region）は、チャドの州。チャドの22ある州のうちのひとつである。
州都はマッセニャ。

## 住民
州の住民はアラブ人が33%を占め、他にフラニ人、カヌリ人、ンガムベイ人、バルマ人などがいる。

## 行政区分
シャリ＝バギルミ州はシャリ、バギルミ、Loug-シャリの3県に分かれている。
| 県            | 県庁所在地     | 支庁                                          |
| ------------- | -------------- | --------------------------------------------- |
| バギルミ県    | マセニャ(en)   | Dourbali, Maï Aïche, Massenya                 |
| シャリ県      | マンデリア(fr) | Koundoul, Linia, Lougoun, La Loumia, Mandélia |
| Loug-シャリ県 | ブソー(en)     | Bä Illi, Bogomoro, Bousso, Kouno, Mogo        |

## 地理
シャリ＝バギルミ州の南部から東部にかけての境界付近をシャリ川が北上している。州東部はロゴン川を国境としてカメルーンに面しており、その最北部付近、ロゴン川とシャリ川の合流地点に首都ンジャメナ市域が位置する。シャリ＝バギルミ州は、ンジャメナ市域のチャド側を取り囲んでいる。

## 歴史
バギルミ県にはかつてバギルミ王国(en)が存在した。